# 漆沢ダム

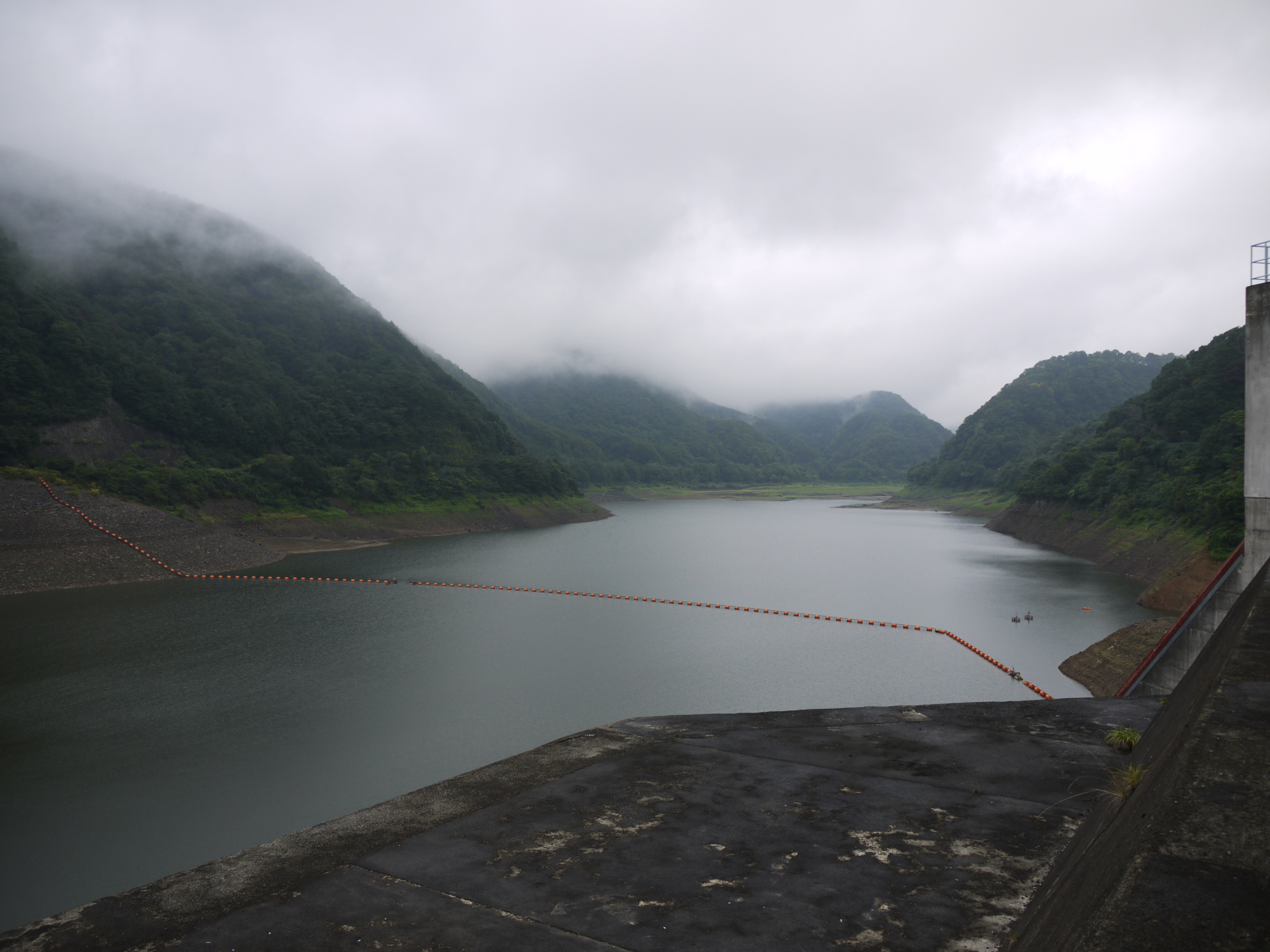
鳴源湖（2012年9月）

漆沢ダム（うるしざわダム）は、宮城県加美郡加美町字漆沢の鳴瀬川に建設された洪水調節・灌漑・上水道・工業用水・発電を目的とした多目的ダムである。ダム湖は鳴源湖（めいげんこ）と名付けられている。

## ギャラリー

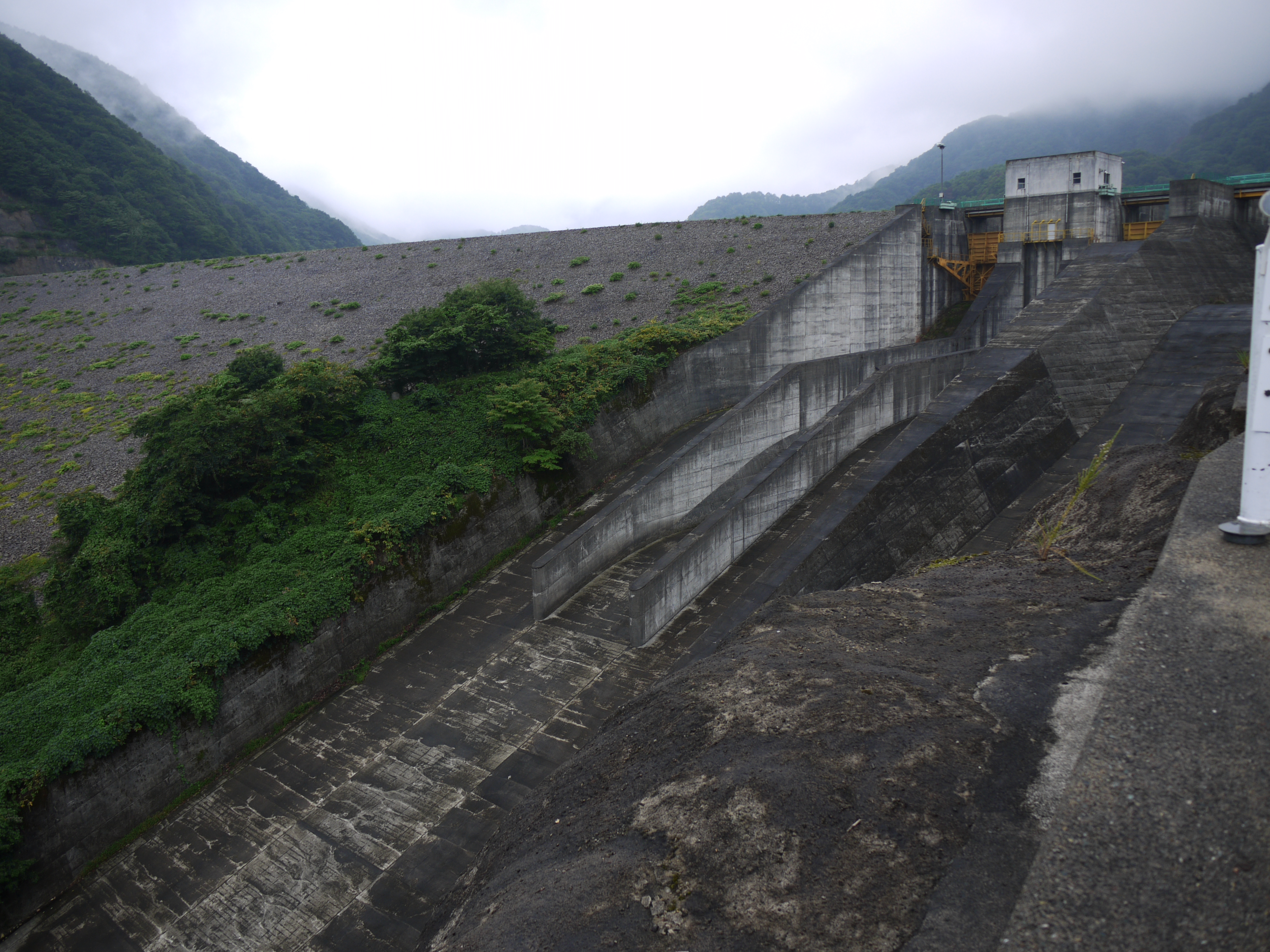
ダム堤体（2012年9月）
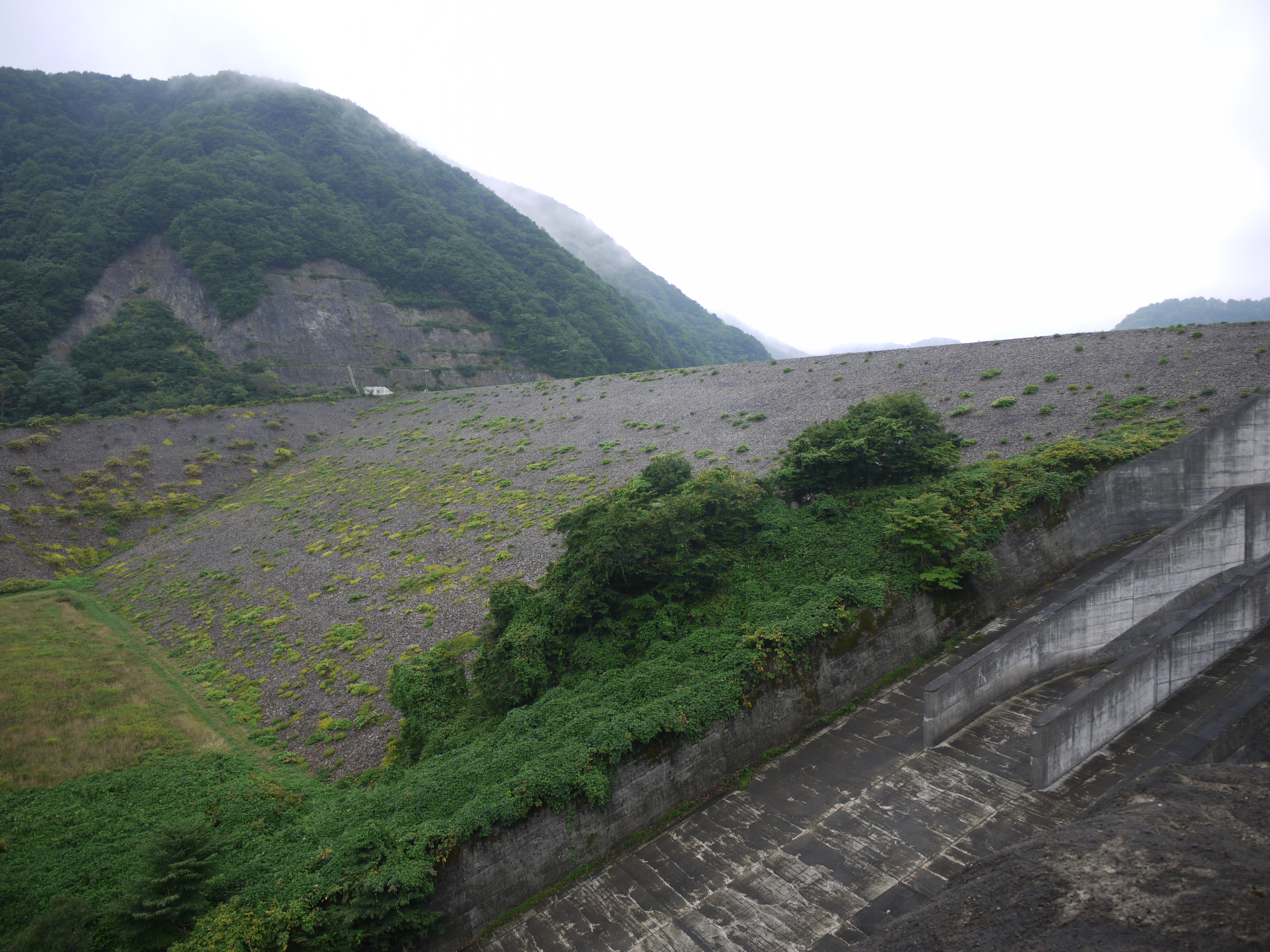
中央コアー型ロックフィルダム（2012年9月）
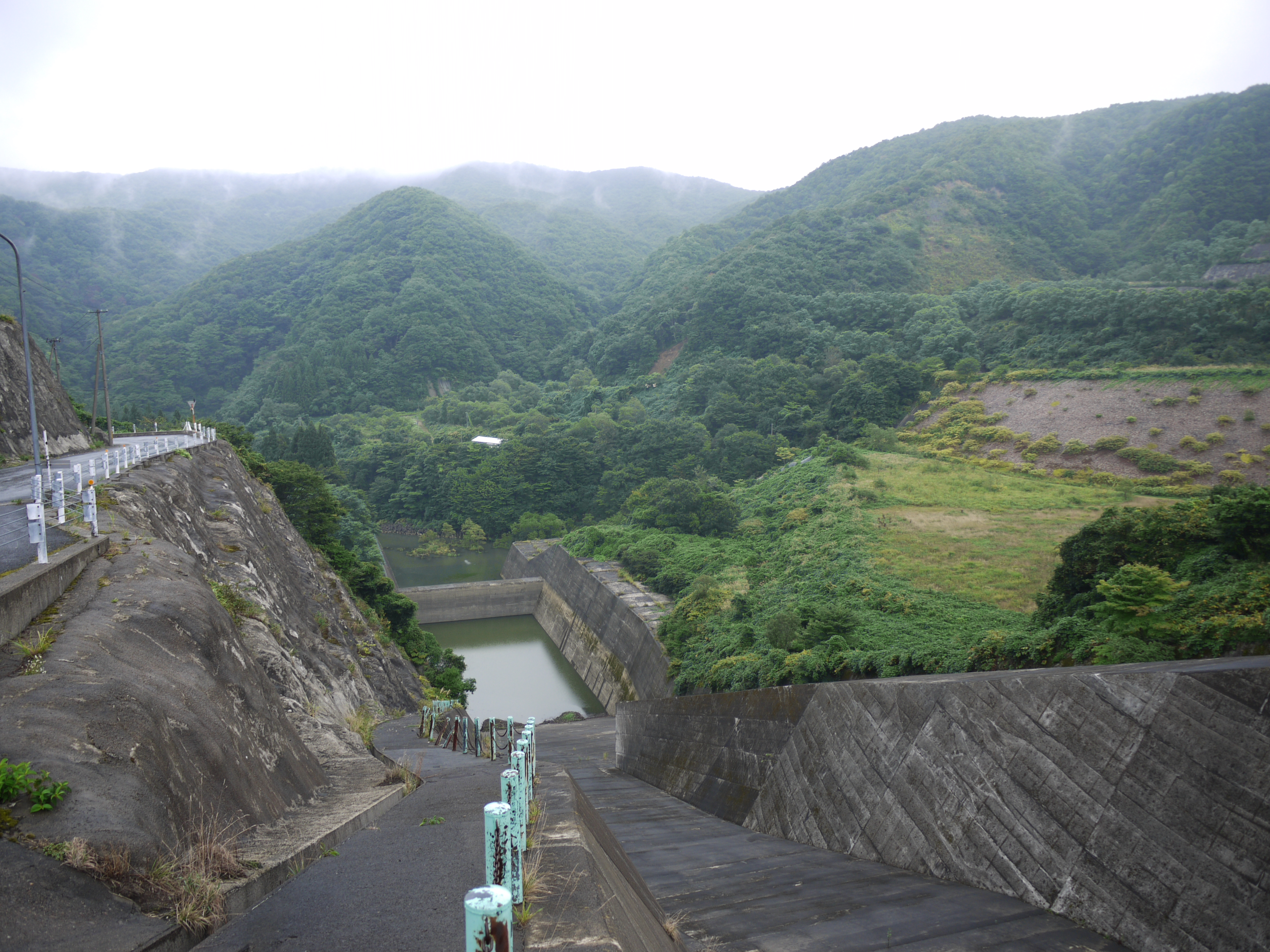
ダム堤体から下流を望む（2012年9月）
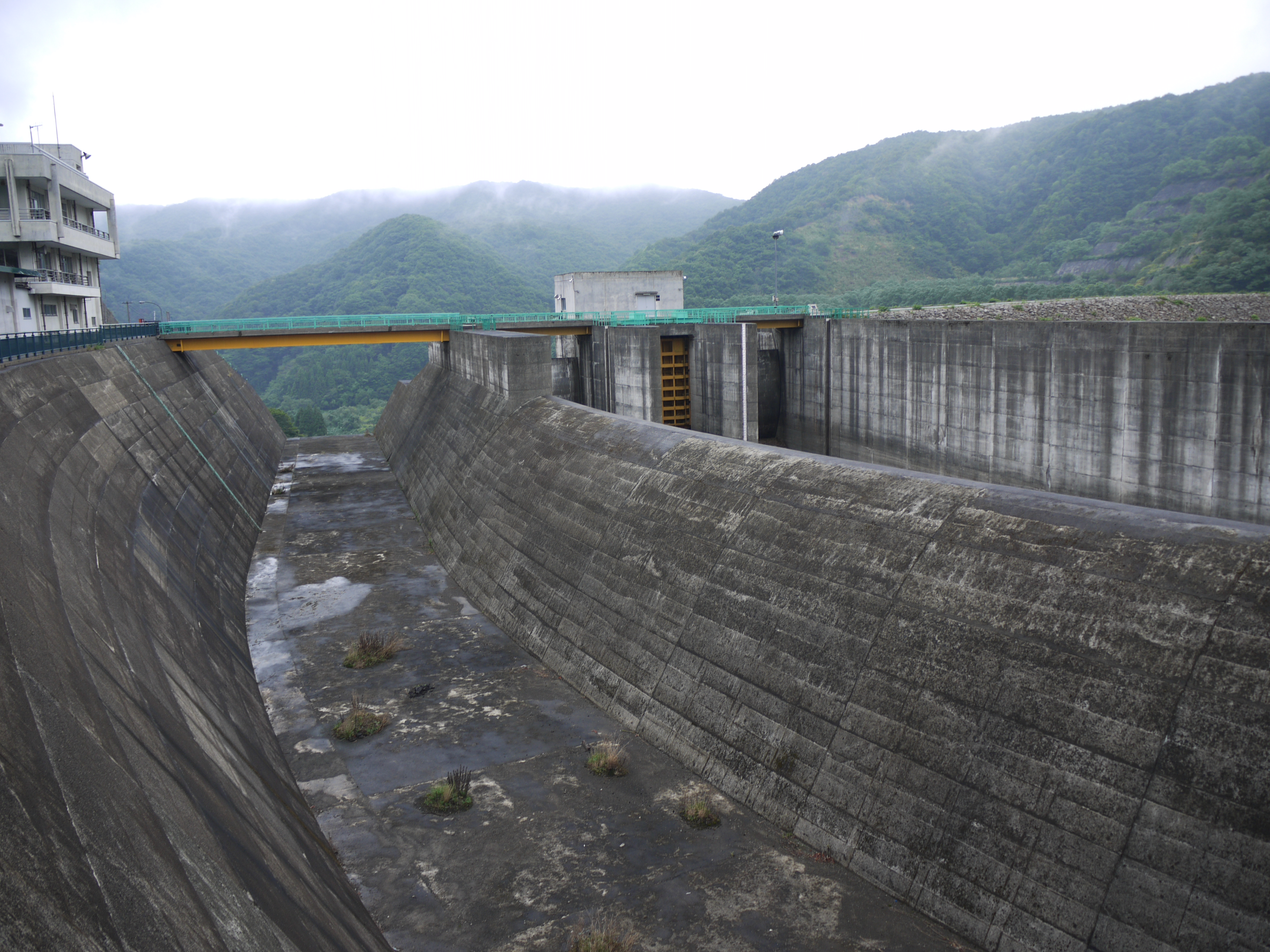
余水吐（2012年9月）
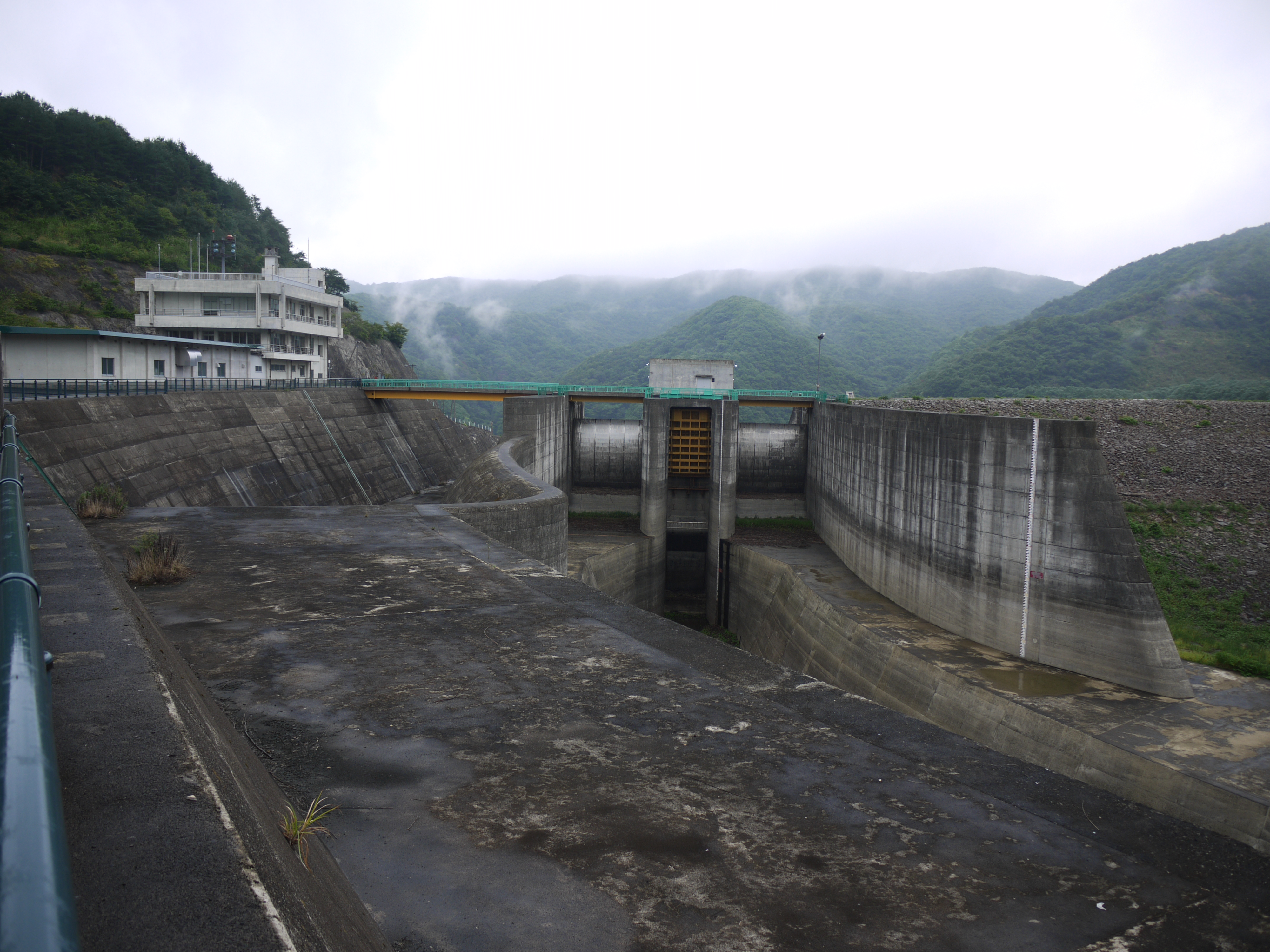
ダム湖側から見たダム堤体（2012年9月）